# Jiabeiyan (sockenhuvudort i Kina, Liaoning Sheng, lat 40,33, long 119,73)
Jiabeiyan (kinesiska: 加碑岩, 加碑岩乡) är en sockenhuvudort i Kina. Den ligger i provinsen Liaoning, i den nordöstra delen av landet, omkring 350 kilometer sydväst om provinshuvudstaden Shenyang. Antalet invånare är 16 535. Befolkningen består av 7 849 kvinnor och 8 686 män. Barn under 15 år utgör 16,0 %, vuxna 15-64 år 72 %, och äldre över 65 år 10,0 %.
Runt Jiabeiyan är det tätbefolkat, med 343 invånare per kvadratkilometer. Jiabeiyan är det största samhället i trakten. I omgivningarna runt Jiabeiyan växer i huvudsak blandskog.
Genomsnittlig årsnederbörd är 835 millimeter. Den regnigaste månaden är juli, med i genomsnitt 208 mm nederbörd, och den torraste är januari, med 3 mm nederbörd.